# Streptopelia decipiens
La tórtola engañosa o tórtola deceptiva (Streptopelia decipiens) es una especie de ave columbiforme de la familia Columbidae propia del África subsahariana. La especie es común en zonas de sabana con agua en su proximidad. A menudo se entremezcla de forma pacífica con otras especies de colúmbidas.

## Descripción
Esta es una especie de tórtola relativamente grande y corpulenta, que mide hasta 31 cm de largo. Su dorso, alas y cola son marrón claro. La cabeza es gris y sus partes inferiores rosadas, con una tendencia al gris claro en la zona de su vientre. Posee una mancha negra en el cuello bordeada con una marca blanca. Las patas y la zona de piel expuesta en torno a los ojos son rojas.
En vuelo, se puede observar sus plumas de vuelo de color negruzco y las de la cola de un blanco prominente, característica que la distingue de la  Streptopelia semitorquata que es similar aunque de mayor porte. Su llamado es un rápido krrrrrrrr, oo-OO, oo.
Ambos sexos son similares, pero los ejemplares inmaduros son de tono más claro que los adultos, y poseen un festoneado en las plumas del cuerpo.

## Comportamiento

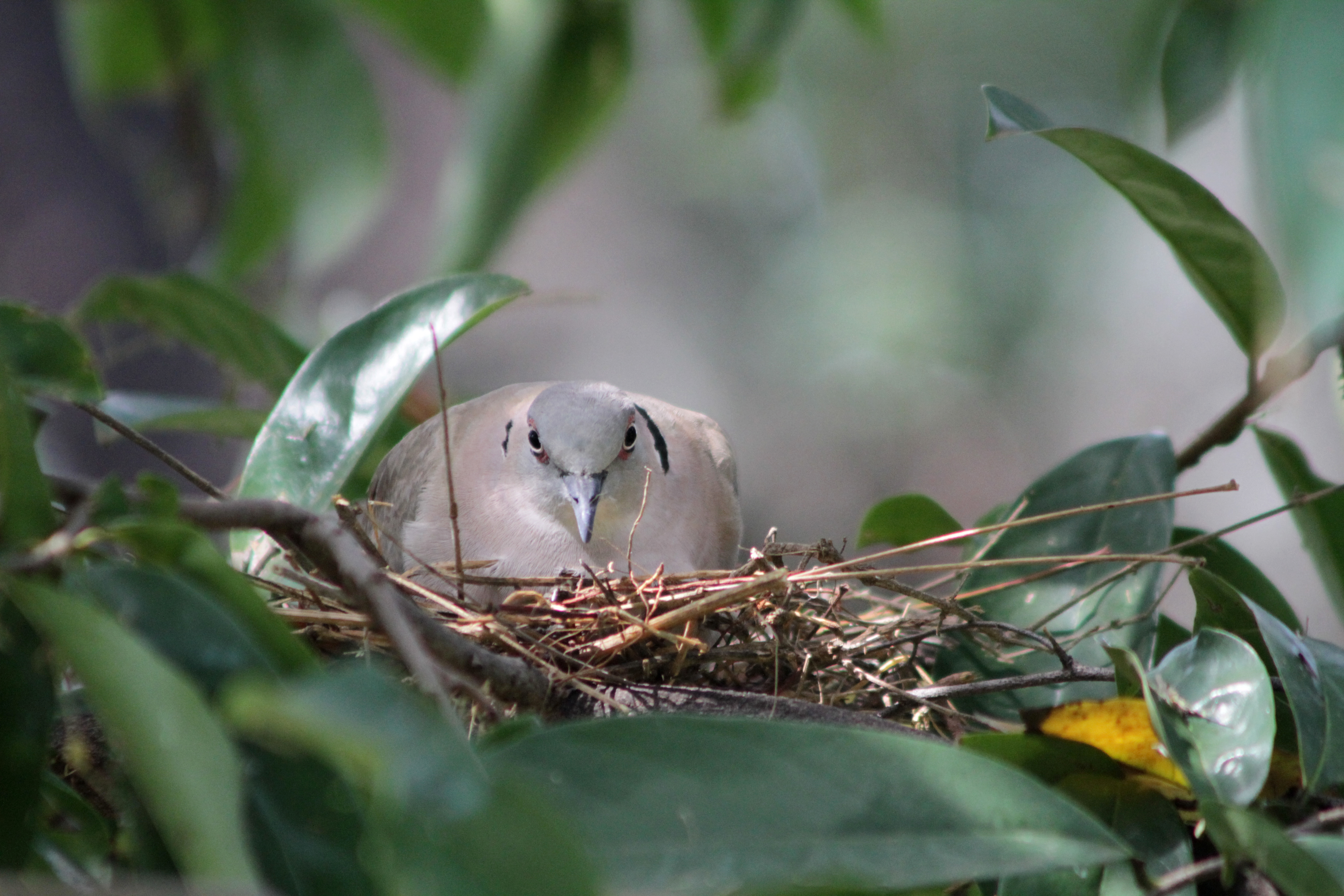
Adulto en un nido cerca del Lago Baringo, Kenia

Su vuelo es veloz, con batido de alas regular y un golpe ocasional fuerte de las alas que es característico de las palomas en general.

### Alimentación
La tórtola engañosa se alimenta de semillas de gramíneas y otras plantas. Son bastante terrestres, y generalmente buscan alimento en el suelo. A diferencia de otras especies de su género las tórtolas engañosas son bastante gregarias y con frecuencia se alimentan en grupo.

### Reproducción
Construyen nidos de palitos sobre las ramas de los árboles, donde suelen poner dos huevos blancos.